# Michał Szczerba
Michał Roch Szczerba (ur. 14 grudnia 1977 w Warszawie) – polski polityk, samorządowiec i socjolog, poseł na Sejm VI, VII, VIII, IX i X kadencji (2007–2024), poseł do Parlamentu Europejskiego X kadencji (od 2024).

## Życiorys

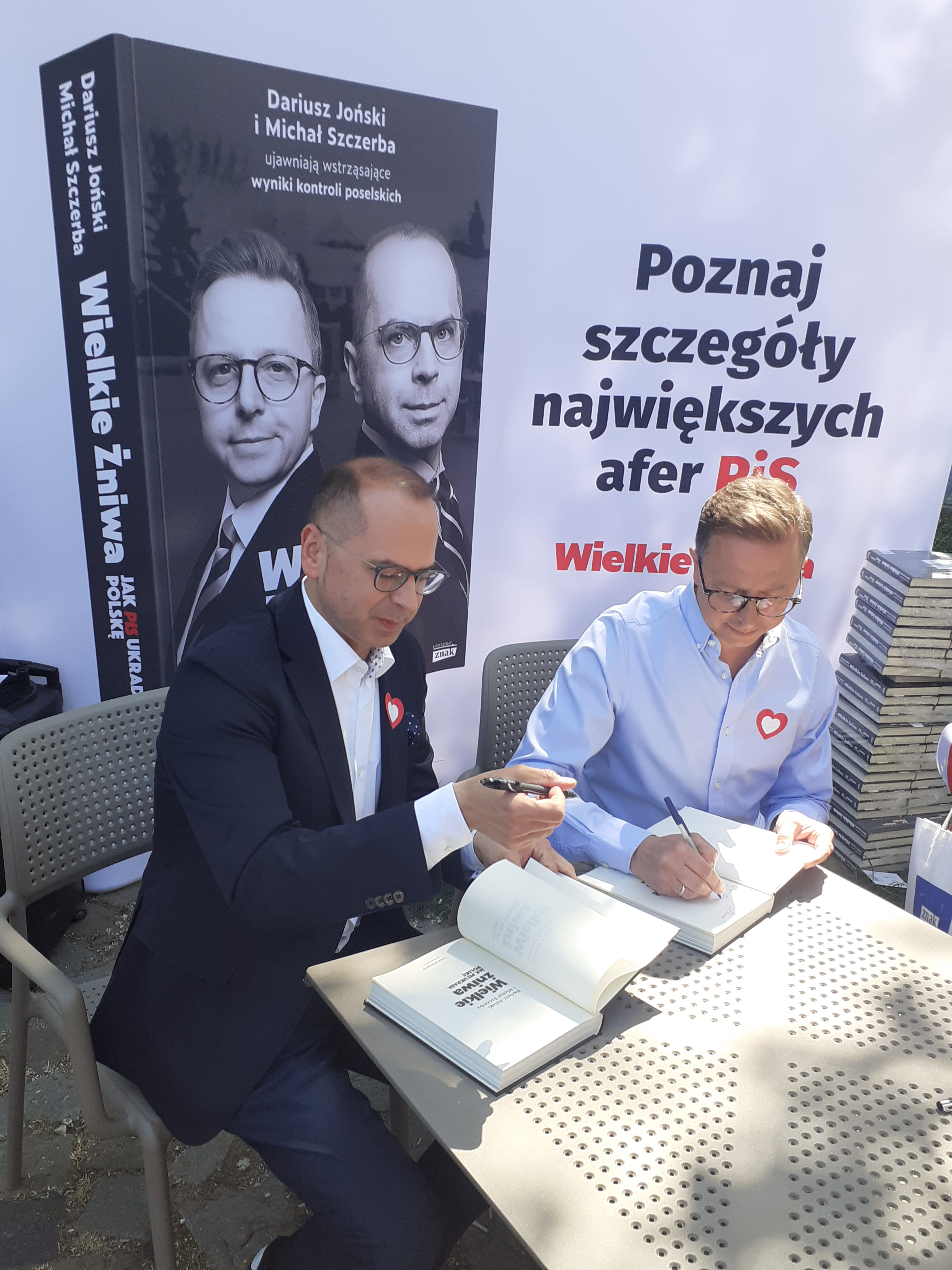
Michał Szczerba i Dariusz Joński (2023)

Syn Kazimierza Szczerby, dwukrotnego medalisty olimpijskiego w boksie (1976 i 1980). Absolwent XXX Liceum Ogólnokształcącego im. Jana Śniadeckiego w Warszawie. W 2001 ukończył socjologię na Wydziale Stosowanych Nauk Społecznych i Resocjalizacji Uniwersytetu Warszawskiego. Jest również absolwentem Europejskiego Studium Finansowania Inwestycji Samorządu Terytorialnego w Szkole Głównej Handlowej w Warszawie (2004).
W 1997 był członkiem założycielem stowarzyszenia Młodzi Konserwatyści AWS. Był asystentem poselskim Franciszki Cegielskiej oraz Bronisława Komorowskiego. W latach 1999–2001 należał do Stronnictwa Konserwatywno-Ludowego. W 2002 wstąpił do Platformy Obywatelskiej. W latach 2000–2007 był radnym, od 2006 do 2007 przewodniczącym rady dzielnicy Wola w Warszawie. W okresie 2002–2007 był wiceprzewodniczącym zarządu krajowego Stowarzyszenia „Młodzi Demokraci”. W 2013 został prezesem Towarzystwa Przyjaciół Woli. Był przewodniczącym (wielkim rycerzem) jednej z warszawskich rad katolickiej organizacji Rycerze Kolumba. Został usunięty z niej w 2011 przez sekretarza rady krajowej stowarzyszenia Arkadiusza Urbana, co uzasadniano niepoparciem w Sejmie poprawki do prawa prywatnego międzynarodowego dotyczącej definicji małżeństwa. Decyzję tę za nieważną uznał delegat terytorialny Rycerzy Kolumba w Polsce; Michał Szczerba zawiesił jednak działalność w organizacji z uwagi na pełnienie funkcji publicznej.
W wyborach parlamentarnych w 2007 Michał Szczerba został wybrany na posła z listy Platformy Obywatelskiej. Kandydując w okręgu warszawskim, otrzymał 2372 głosy (najniższy wynik w tych wyborach wśród kandydatów, którzy zdobyli mandat). W wyborach w 2011 z powodzeniem ubiegał się o reelekcję, uzyskując 4137 głosów. W wyborach w 2015 został ponownie wybrany do Sejmu, otrzymując 4919 głosów. W Sejmie VIII kadencji został zastępcą przewodniczącego Komisji Polityki Senioralnej oraz członkiem Komisji Sprawiedliwości i Praw Człowieka.
16 grudnia 2016, podczas 33. posiedzenia Sejmu VIII kadencji, został wykluczony z obrad przez marszałka Sejmu Marka Kuchcińskiego, co wywołało protest części posłów opozycji, zablokowanie przez nich Sali Posiedzeń i przeniesienie przez marszałka posiedzenia do Sali Kolumnowej. W lutym 2017 poseł złożył w Europejskim Trybunale Praw Człowieka w Strasburgu skargę, podnosząc, że decyzja marszałka o wykluczeniu z obrad jego zdaniem pozbawiła go „możliwości wykonywania mandatu poselskiego i reprezentowania wyborców”.
W wyborach w 2019 z powodzeniem ubiegał się o reelekcję, kandydując z ramienia Koalicji Obywatelskiej i otrzymując 13 747 głosów. Ponownie był wiceprzewodniczącym Komisji Polityki Senioralnej oraz członkiem Komisji Sprawiedliwości i Praw Człowieka. W styczniu 2022 został wybrany na współprzewodniczącego międzyparlamentarnej komisji Ukraina-NATO funkcjonującej w ramach Zgromadzenia Parlamentarnego NATO. W 2023 wraz z Dariuszem Jońskim opublikował książkę pt. Wielkie żniwa. Jak PiS ukradł Polskę, powstałą na podstawie szeroko komentowanych przez media kontroli poselskich, które obaj posłowie przeprowadzili w trakcie IX kadencji Sejmu.
W listopadzie 2022 wybrany na wiceprzewodniczącego, a w październiku 2023 na przewodniczącego Zgromadzenia Parlamentarnego NATO, którym był do objęcia mandatu europosła w lipcu 2024. W wyborach w 2023 po raz piąty z rzędu uzyskał mandat poselski, zdobywając 28 653 głosy. W Sejmie X kadencji został przewodniczącym komisji śledczej ds. afery wizowej, zastępcą przewodniczącego Komisji Polityki Senioralnej oraz członkiem Komisji Sprawiedliwości i Praw Człowieka, a także członkiem Komisji do Spraw Kontroli Państwowej.
W wyborach w 2024 został wybrany do Parlamentu Europejskiego X kadencji z okręgu nr 4 z wynikiem 120 667 głosów. Zasiadł w Komisji Spraw Zagranicznych.

## Odznaczenia
Odznaczony gruzińskim Orderem Honoru (2011).

## Wyniki w wyborach ogólnopolskich
| Wybory | Komitet wyborczy                | Komitet wyborczy      | Organ            | Okręg           | Wynik          |
| ------ | ------------------------------- | --------------------- | ---------------- | --------------- | -------------- |
| 2007   |                                 | Platforma Obywatelska | Sejm VI kadencji | nr 19           | 2372 (0,38%)   |
| 2011   | Sejm VII kadencji               | Platforma Obywatelska | 4137 (0,41%)     | nr 19           |                |
| 2015   | Sejm VIII kadencji              | Platforma Obywatelska | 4919 (0,45%)     | nr 19           |                |
| 2019   |                                 | Koalicja Obywatelska  | Sejm IX kadencji | nr 19           | 13 747 (0,99%) |
| 2023   | Sejm X kadencji                 | Koalicja Obywatelska  | 28 653 (1,67%)   | nr 19           |                |
| 2024   | Parlament Europejski X kadencji | Koalicja Obywatelska  | nr 4             | 120 667 (9,25%) |                |